# Cratere Galilaei (Luna)

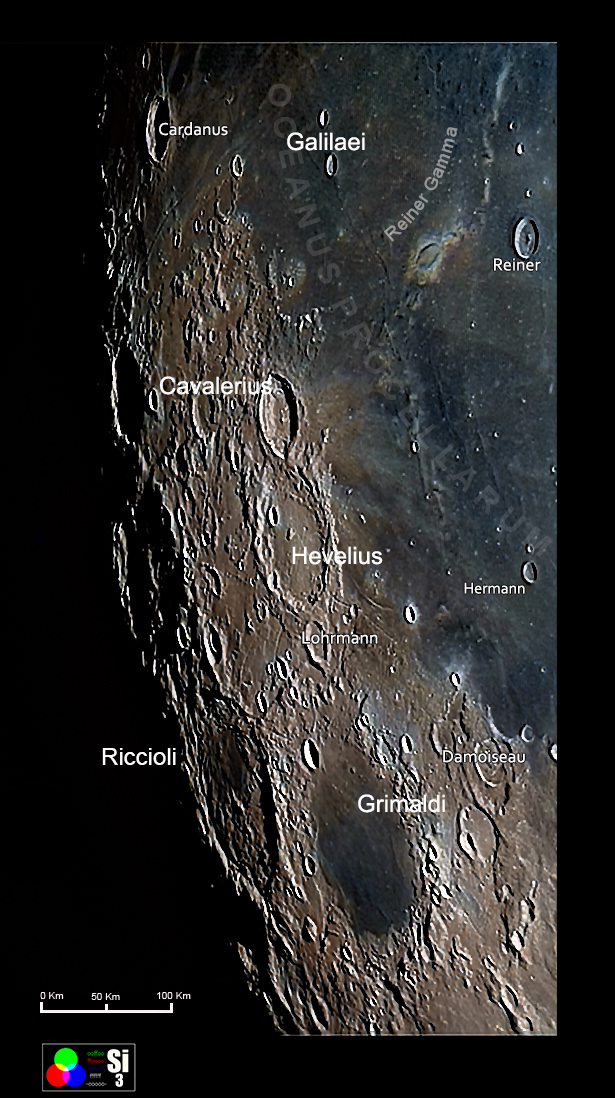
Il cratere (in alto) in immagine selenocromatica (Si). More infos here :

Galilaei è un cratere lunare di 15,99 km situato nella parte nord-occidentale della faccia visibile della Luna, la porzione occidentale dell'Oceanus Procellarum. Ad una certa distanza a sudest è presente il cratere Reiner, mentre a sud-sudovest è presente il cratere Cavalerius. A nordest del cratere è presente la Rima Galilaei, mentre a sudest si trova la strana formazione Reiner Gamma. 
Ha una forma relativamente poco distinta, con un bordo netto che ha un'albedo maggiore rispetto al mare circostante. Le pareti interne scendono verso un anello di detriti presente sui bordi esterni della superficie interna. È presente un piccolo picco centrale.
Il cratere è dedicato allo scienziato italiano Galileo Galilei. Nonostante egli sia stato la prima persona a registrare osservazioni astronomiche della Luna con un telescopio, a lui risulta intitolata una formazione di dimensione modeste. Ciò si deve al fatto che la nomenclatura introdotta da Giovanni Riccioli nel 1651, un gesuita italiano autore una delle prime mappe della Luna dove veniva usato uno dei primi sistemi di nomenclatura planetaria per identificare le formazioni lunari, assegnava il nome Galilaei all'attuale formazione Reiner Gamma che spiccava per il suo chiaro albedo. Quando, quasi due secoli dopo, Johann Heinrich von Mädler e Wilhelm Beer pubblicarono una nuova mappa lunare furono in grado, con i più potenti mezzi di osservazione a disposizione, di escludere che Reiner Gamma fosse un cratere e trasferirono il nome Galilaei a questo cratere poco distante e ancora privo di nome.
Circa 40 km verso sud si trova il sito di atterraggio della sonda Luna 9, il primo veicolo del suo genere ad effettuare un atterraggio controllato sulla superficie lunare.

## Crateri correlati
Alcuni crateri minori situati in prossimità di Galilaei sono convenzionalmente identificati, sulle mappe lunari, attraverso una lettera associata al nome.
| Galilaei | Coordinate            | Diametro (in km) |
| -------- | --------------------- | ---------------- |
| A        | 11°41′24″N 63°03′00″W | 11,17            |
| B        | 11°25′48″N 67°43′12″W | 15,91            |
| D        | 8°45′N 62°45′W        | 0,77             |
| E        | 13°54′36″N 61°56′24″W | 7,12             |
| F        | 12°17′24″N 66°18′36″W | 2,87             |
| G        | 12°39′00″N 67°15′36″W | 0,81             |
| H        | 11°33′00″N 68°48′36″W | 6,47             |
| J        | 12°58′12″N 62°02′24″W | 3,6              |
| K        | 12°55′48″N 62°47′24″W | 2,65             |
| L        | 13°15′00″N 58°36′36″W | 3,37             |
| M        | 13°16′48″N 56°55′48″W | 3,24             |
| S        | 15°27′36″N 64°46′12″W | 2,72             |
| T        | 16°09′36″N 61°28′12″W | 1,58             |
| V        | 17°06′36″N 60°24′00″W | 2,72             |
| W        | 17°49′48″N 60°36′36″W | 4,37             |